# ミラドゥーロ・ダ・ルーア

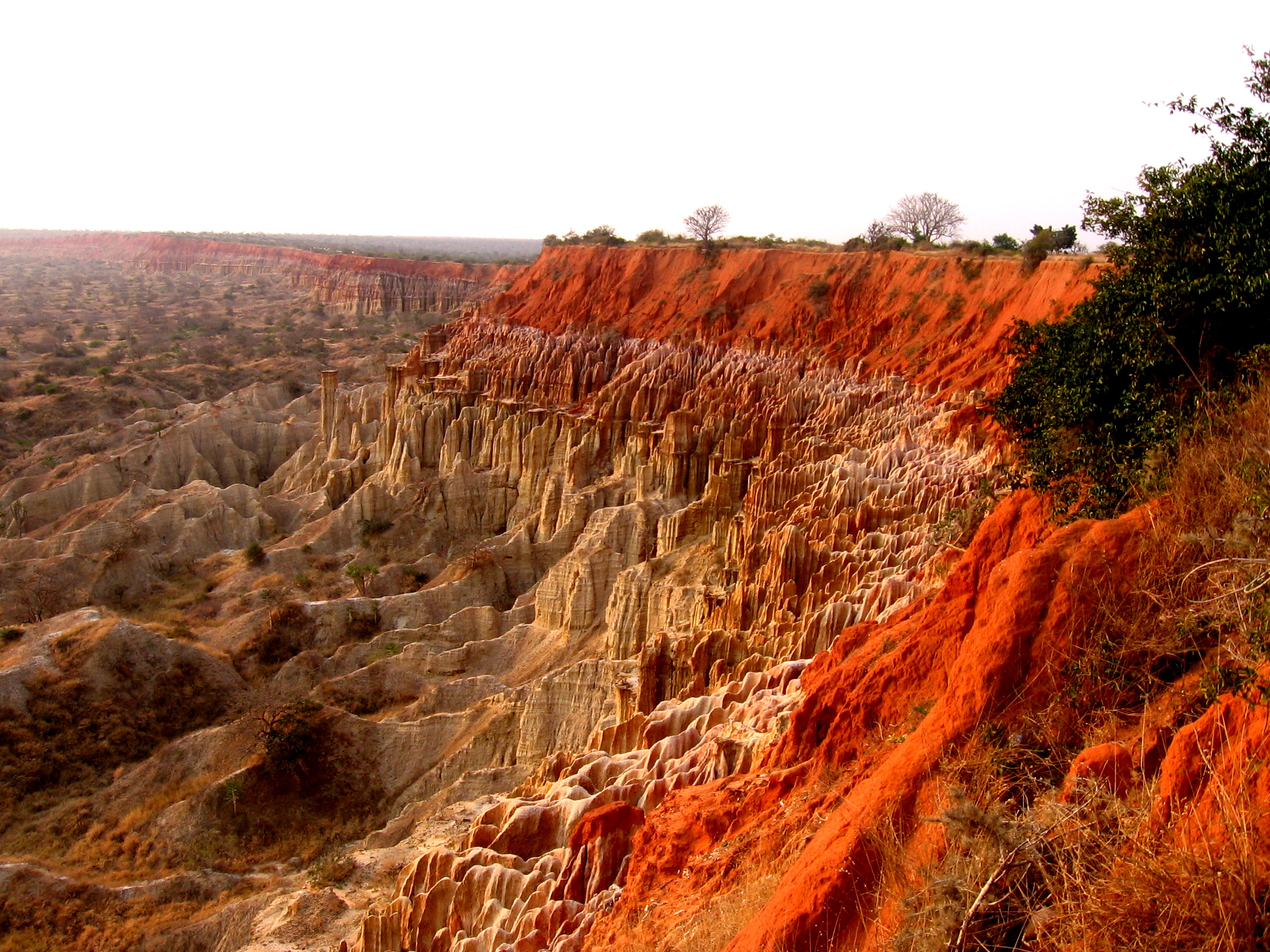
ミラドゥーロ・ダ・ルーア

ミラドゥーロ・ダ・ルーア（Miradouro da Lua）はアンゴラにある断崖。ルアンダ州ルアンダの南約60kmに位置している。
ポルトガル語で「月の展望台」という意味があり、石灰石が雨水で削られたカルスト地形である。